# Rogeria innotabilis
Rogeria innotabilis es una especie de hormiga del género Rogeria, tribu Solenopsidini, familia Formicidae. Fue descrita científicamente por Kugler en 1994.
Se distribuye por Colombia, Costa Rica, Guayana Francesa, Guatemala, Guyana, Honduras, México, Nicaragua, Panamá y Surinam. Se ha encontrado a elevaciones de hasta 1821 metros. Habita en selvas tropicales y bosques húmedos.